# Madeleine Kelly
Madeleine Kelly, född 28 december 1995, är en friidrottare från Kanada. Hon deltog vid olympiska sommarspelen 2020.